# Cristòfol I
Cristòfol I (Ribe, Jutlàndia, 1219 - idm, 1259) fou rei de Dinamarca (1252 - 1259). Quart fill de Valdemar II i de Berenguera de Portugal. Cristòfol es casà amb Margarida Sambiria filla del comte Sambor II de Pomerània, en 1248, amb la que va tenir la descendència següent:
- Eric V (1249-1286), rei de Dinamarca
- Niels (d. 21 desembre 1259), mort jove
- Valdemar, mort jove
- Matilde (1250-1299/1300), casada amb Albert III, marcgravi de Brandenburg-Salzwedel

Succeí als seus germans Eric i Abel, sent elegit l'estiu de 1252, i coronat en la catedral de Lund el Nadal del mateix any.
Nomenat governador de les illes de Lolland i Falster prengué el partit del seu germà Abel contra el seu altre germà Eric, assassinat el 1250. Elegit rei el 1252 donà a Valdemar, fill d'Abel, el ducat de Schleswig i el feu nombrar presumpte hereu, però cinc anys més tard morí el seu nebot i incorporà el ducat a la corona (1257). El mateix any va concloure la pau amb el rei de Noruega, Haakon IV
El seu regnat fou un conflicte continu amb l'alt clero, ja que exigí a l'Església que pagués els impostos sobre la terra, com qualsevol propietari. El bisbe de Lund, Jacob Erlandsen reaccionà prohibint als camperols, que vivien o treballaven en propietats de l'Església, prestar servei militar a Cristòfol. Erlandsen, potser l'home més ric del regne, insistí en què el govern secular no tenia control sobre l'església, les seves propietats, ni el seu personal, i excomunicà al Rei, per a demostrar no es retria als seus desitjos.
Cristòfol I va morir després de prendre la comunió, pel que es creu que l'enverinaren degut al seu mal comportament envers l'església i els seus bisbes d'aquell entorn. Com que l'excomunió no tingué efecte, Cristòfol fou enterrat en el frontis de l'altar major de la catedral de Ribe, immediatament després de la seva mort.